# Станислава Караиванова
Станислава Петкова Караиванова-Балканова е българска просветна деятелка от късното Българско възраждане в Македония. Участничка в „Българска зора“.

## Биография
Родена е в град Сопот, тогава в Османската империя, днес в България. Дъщеря е на прочутата учителка Неделя Петкова и търговеца Петко Караиванов, вуйчо на Васил Левски. В 1872 година става първата българска учителка в Битоля. Преподава в дома си първоначално на 102 момичета, които постепенно се увеличават. Привлича много от арумъните в града да застанат на българска страна в спора с Цариградската патриаршия. Поради интриги на гъркомани в града се затваря училището и Станислава Караиванова се мести да преподава заедно с майка си в Охрид. Учителства също така във Воден (1870 – 1873), след това в Солун (1875 - 1876) и в Крива паланка (1878). Заедно с майка си ушива и извезва знамето за четата на Димитър Беровски, организатор на Разловското въстание. Съчинява за него през 1876 година и „Песен за Димитра войвода“, която му предава в писмен вид преди началото на въстанието. В нея се пее:
| „ | Я дойди при мене, българке. Ела след мен, сестричке. Облечи бела премена да идем в гора зелена. | “ |

След Освобождението работи като учителка в Девическото класно училище в Кюстендил. Включва се активно в дейността на Кюстендилския комитет „Единство“. Развива дейност за набиране на средства и подпомагане бежанците от Македония, преселили се след 1878 година в Кюстендил и околията. След Освобождението работи като телеграфистка в Цариброд.